# Holtville (Kalifornija)
Holtville je grad u američkoj saveznoj državi Kalifornija. Prema popisu stanovništva iz 2010. u njemu je živjelo 5.939 stanovnika.